# Вікіпедія фіджійською гінді
Вікіпедія фіджійською гінді (фідж. гінді Wikipedia) — розділ Вікіпедії мовою «фіджійська гінді». Створена у 2007 році. Вікіпедія фіджійською гінді станом на 26 березня 2025 року містить 11 497 статей, 35 831 зареєстрованого користувача, 70 активних дописувачів, 2 адміністраторів
. Загальна кількість сторінок у Вікіпедії фіджійською гінді — 51 595, редагувань — 320 673, завантажених файлів — 187
. Глибина (рівень розвитку мовного розділу) Вікіпедії фіджійською гінді середня і становить 75.6 пунктів
. 

## Історія
- Лютий 2008 — створена 100-та стаття[3].
- Жовтень 2008 — створена 1 000-на стаття[3].
- Червень 2011 — створена 5 000-на стаття[4].